# حصار تورينو
حصار تورينو : وقع حصار تورينو في أيار/مايو 1706 خلال حرب الخلافة الإسبانية، عندما هاجم ما يقرب من 44,000 جندي فرنسي-إسباني قلعة تورينو والتي كان يحميها حوالي 10,500 جندي من سافوي، والذين دافعوا عنها ببسالة حتى 7 سبتمبر تحت قيادة الأمير يوجين والدوق فيتوريو أميديو الثاني حتى أجبروا العدو على الانسحاب. استمر الحصار 117 يوما، وانتهى بتوقيع معاهدة أوتريخت لعام 1713 ومعاهدة راستات عام 1714، وأصبح الدوق فيتوريو أميديو الثاني أول حاكم من سافوي.

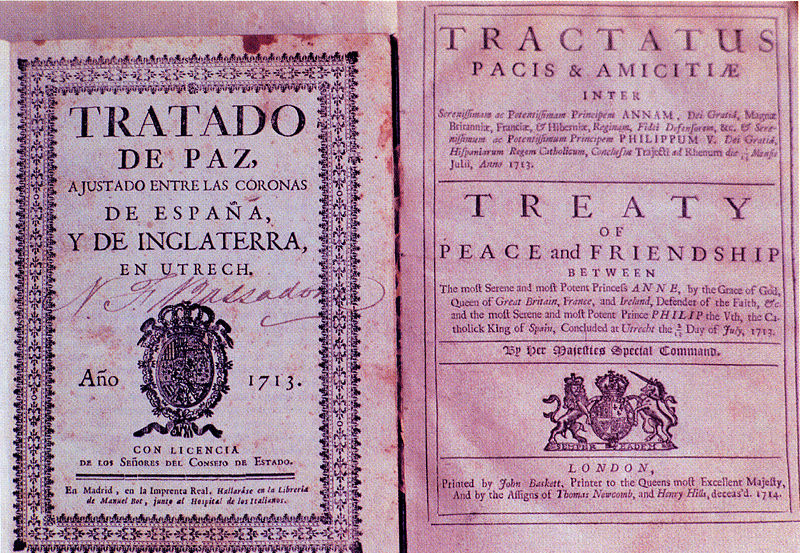
الطبعة الأولى من "معاهدة أوترخت"، 1713، طبعت بالإسبانية واللاتينية والإنجليزية

## الحرب

### الخلفية التاريخية
في عام 1700 توفي الملك كارلوس الثاني ملك إسبانيا، دون أن يترك وريث للحكم، حيث كانت قد تدهورة حالة الصحية منذ عدة سنوات واصبحت تزداد سوءا يوما بعد يوم وقد علمت الممالك الأوربية بالحالة الصحية المتدهورة للملك وبدا تأخذ تدابيرها بخصوص الخلافة على عرش المملكة.
وقد ظهر اثنين يتنافسوا على العرش الأول لويس الرابع عشر من سلالة بوربون الفرنسية، والثاني الإمبراطور ليوبولد الأول من سلالة هابسبورغ: الأول، لأنه قد تزوج ماريا تيريزا، الابنة الأولى لفيليب الرابع ملك إسبانيا وشقيقة تشارلز، والثاني لأنه قد تزوج مارغريت تيريزا، شقيقة تشارلز، والابنة الثانية لفيليب الرابع.

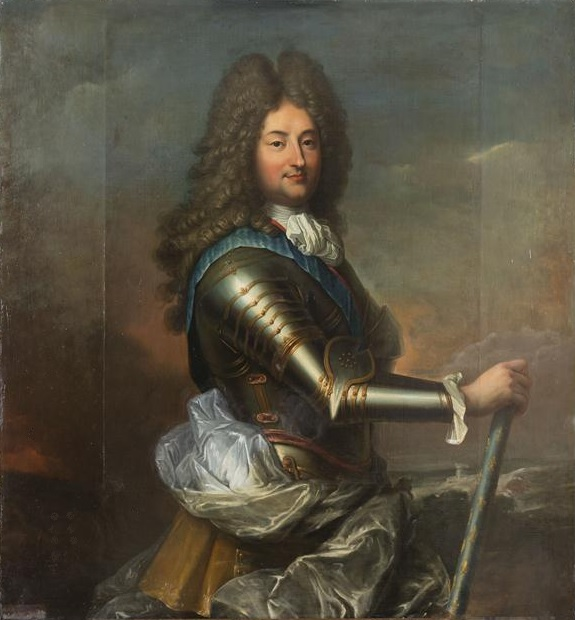
فيليب الرابع

فيتوريو أميديو الثاني

في الواقع أصبحت السيطرة الإسبانية على ممتلكاتها الأوربية وعبر المحيط الأطلسي على المحك، وايضا قدم هابسبورغي النمسا طلبات لأحقيتهم في العرش لانهم ينتمون لنفس السلالة.
ولحيرة كارلوس الثاني (تشارلز) ما يجب فعله قرر استشارة المجلس الباباوي، الذي، لكي يتجنب ان تقع في يد الهابسبورغ فيبقى الحكم فيها لمدة قرنين كما حدث سالفا حتى كارلوس الخامس، ولهذا نصح المجلس بأن يكون خليفته على عرش إسبانيا أحد الفرنسيين. وقبل كارلوس الثاني النصيحة وعيـن فيليب بوربون حفيد لويس الرابع عشر خليفة له.
ولكن رغم كل ذلك كان لا مفر من الصراع وذلك بسبب النحالف الفرنسي-الأسباني، والذي يهدف إلى زعزعت الإستقرار في أوربا. عُرف هذا الصراع بحرب الخلافة الإسبانية واستمرت لأكثر من عشر سنوات، انتهت بمعاهدتي أوترخت (1713) وراستات (1714).
نشب الصراع بين إنكلترا وإمبراطورية هابسبورغ والبرتغال والدانمرك وهولندا من جانب ومن ناحية أخرى فرنسا وإسبانيا، التي قبلت بوربون ملك جديد.دوقية سافوي كانت بين فرنسا وميلانو، وكانت تحت السيطرة الإسبانية، وشكلت الممر الطبيعي الذي يربط بين البلدين الحليفين. ولهذا فرض الإمبراطور لويس الرابع عشر على الدوق فيتوريو أميديو الثاني التحالف الفرانكو-إسباني للحاجة الاستراتيجية الواضحة.
وساند فيتوريو أميديو الثاني ابن عمه الأمير يوجين من سافوي، الذي كان يرى أن الحرب الرئيسية هذة المرة بين فرنسا والإمبراطورية سوف تكون في إيطاليا، ولن تكون في فلاندرز، أو في لورين. استناداً إلى هذا الاعتقاد فإنه من الأفضل التحالف مع هابسبورغ، لانهم إذا خلاجوا منتصرين في الصراع، يمكن ضمان الاستقلال الكامل لدولة سافوي. في حين أن تحالف مع فرنسا، في حالة انتصارها، لن تفعل أي شيء سوى إخضاع سافوي لها، والذي استمرت لنحو قرن من الزمان، بينما وعد الإمبراطور المونفيراتو بجزء من لوميلينا وفالسيسيا وفيجيفاناسكو وجزء من مقاطعة نوفارا. كان اختياراً ماهراً وذكيا ولكن محفوفة بالمخاطر أيضا، لأنه في حالة هزيمة سافوي سوف تدمر الدولة تماما، جنبا إلى جنب مع الأسرة الحاكمة. اختيار جانب فيتوريو أميديو الثاني في خريف عام 1703 (معاهدة تورينو) جعل لويس الرابع عشر يبدء العمليات العسكرية التي كانت كخلفية لسافوي، ومن ثم بييمونتي.

### القلعة

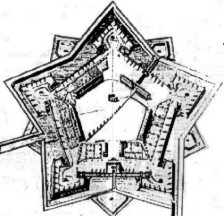
طباعة قديمة تصورية لتصميم خماسي لأسوار "القلعة في تورينو""

حاصر سافوي ثلاث جيوش من ناحية الغرب الجيش الفرنسي ومن الشرق الجيش الإسباني الذي يحكم سيطرته على لومبارديا، وبدأت مدن سافوي في السقوط مدينة تلوى الأخرى بدات بسوسا ثم فرشيلي وكيفاسو وإفريا ونيتسافي عام 1704، ولم تصمد سوى قلعة تورينو التي احاطها الإمبراطور أيمانويل فيلبرت الثاني قبل خمسين عام باسوار في منصف القرن السادس عشر.
لعبت الأنفاق التي حفرت تحت أسوار القلعة دور مهم وكانت تتشكل القوات الدفاعية لها من: 2 جندي و2 عريف و3 رقيب و46 من عمال المناجم بمساعدة 350 عامل و6 حراس والذي يضمن التحكم الكامل في الأنفاق بالإضافة إلى عبوات ناسفة لإفشال أي أعمال تخريب. حفرت الإنفاق على مستويين، حيث وصل العمق إلى حوالي 14 مترا فقط فوق المياه الجوفية.
ويلعب التشيستيرنوني، بناء ضخم يقع بالقرب من ميدان السلاح، دور مهم داخل القلعة في توفير كميات المياة اللازمة للقلعة في حالة الحصار، حيث يبلغ قطره20 مترا يتكون من طابقين تدريجيين ومن ثم وصولاً إلى 22 مترا تحت الأرض مع منحدر حلزوني كبير في القاع، وكان هذا البناء لا مثيل له في أي القلعة أوروبية أخرى.

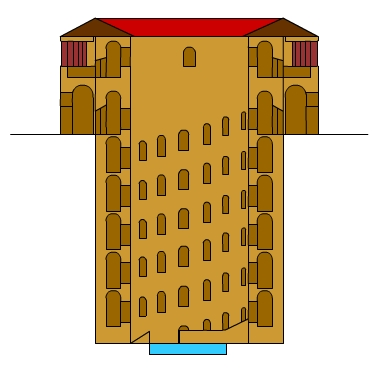
تشستيرنوني قلعة تورينو

#### الحياة في المدينة
وكان المواطنين على معرفة تمام في التعامل أثناء الحصار. حيث تم توفير الكميات اللازمة من الغذاء عن طريق حقول الفلاحين وتوفير المياة من الآبار. ولعبت مزارع تورينو دورا رئيسيا في توفير الاطعمة اللازمة أثناء الحصار وخاصة مزارع فانكليا.
ولكن في أغسطس بدأت الحالة في التدهور، عندما قطع الفرنسيون الطرق واعترضوا إمدادات الذخيرة القادمة عبر لاأنهار. قررت البلدية مساعدة الجياع ولكن، جنبا إلى جنب مع التكاليف الأخرى للحرب، كان الحصار يكلف 450,000 ليرة شهريا وهذا مبلغ طائل. فكان لزاما على البلدية بيع الأراضي والاقتراض توفير المال المطلوب. خوفا من أن يتم قذف المدينة بالقنابل التي سوف تدمر المنازل قاموا بوضع تمثال العذراء مريم أملين في حماية العذراء ولذلك ارتدى الكثير من الكاثوليك والانجليكان صورة مريم.
كان الاستخدام المتكرر للقنابل الحارقة من قبل الفرنسيين (ما يسمى بوليتس-ديروج) يجني المزيد من الضحايا بين السكان المدنيين. ويقدر أن خلال الحصار أطلقت القوات الفرنسية-الإسبانية على مدينة تورينو 95,000 طلقة مدفع و21,000 قنبلة و27,700 قنبلة يدوية.
وقد ضمن النظام العام للمدينة الوجود الدائم للميليشيات والشرطة، والذين أوكل لهم العديد من الواجبات، أولا الأشراف الكامل على إخماد الحرائق المتكررة والمتطورة بسبب هجمات العدو وقمع محاولات النهب والسرقة. وتم التدقيق ومراقبة الأجانب القادمين للمدينة وتجريدهم من أي سلاح ما عدا السيوف.

#### الإعدادات
شهدت العمليات استخدام الأنفاق تحت الحصون والقلاع في شن الهجمات تقدما ملحوظا وخاصة بعد سقوط فاماغوستا في 1571، ولا سيما الحصار الطويل لكندا، الذي انتهي في 1689، حيث اعتمدت الدولة العثمانية على شن الهجمات عبرى الأنفاق. في 1572 أمر إيمانويل فيليبرتو بإستكمال بقايا المكمن المسمى بسطس، ذلك لٱهميتة الدفاعية لحصن سان لادزارو بالقلعة. وبالرغم من ذلك تقدمت الهجمات الفرنسية في الأشهر الاخير من عام 1706 أسفل المدرجات والأعمال الرئيسية للقلعة ودفاعات الحضر، وهو نظام دفاعي شامل صممه أنتونيو بيرتولا.
وكما ذكرنا أنفا فإن المسئول عن المياة اللازمة للقلعة هو التشسترنوني وهو بئر ضخمة بفضله أصبح للقوات المقاتلة مصدر دائم للماء. هذه التدابير العسكرية، التي تزايدت على مر السنين، جعلت مدينة تورينو من أفضل الدفاعات في أوروبا.
وبالفعل في أغسطس 1705 كانت الجيوش الفرنسية-الإسبانية، المتمركزة بالقرب من القلعة، مستعدة لمهاجمة تورينو، ولكن رأى القائد العام الدوق ديلا فيويلادي أن أعداد الجنود المتوفرة لا تزال قليلة جداً ويفضل انتظار التعزيزات. ولكن هذا القرار كان خطأ حيث اعطى الفرصة للمدينة لتحصين نفسها حتى التلال، حيث استمرت أعمال تحصين القلعة طيلة فصل الشتاء بين 1705 و1706 وساهم فيه كثير من سكان المدينة. تمثل العمل الرئيسي في تشييد مدرجات حوله المعقل، وذلك لحماية حملة البنادق. وتم تنفيذ شبكة مكثفة ومعقدة من الإنفاق والمخابئ التي لم يوجد لها مثيل في أي معقل أوروبي في هذا الوقت.
وكانت تتم الأعمال تحت إشراف المحامي أنتونيو بيرتولا، الذي ترك أنشطة القانون، وأصبح المسؤول عن المهندسين العسكريين في سافوي.
وللإعداد للحصار الوشيك، أنشأت سلطات المدينة معاقل تورينو التي شملت على أكثر من 000 10 رجل ينقسم إلى 14 كتبة ملكية و 14 كتيبة بييمونتيزي مدعومة بالفرسان والمدفعية وعمال المناجم.

### الحصار

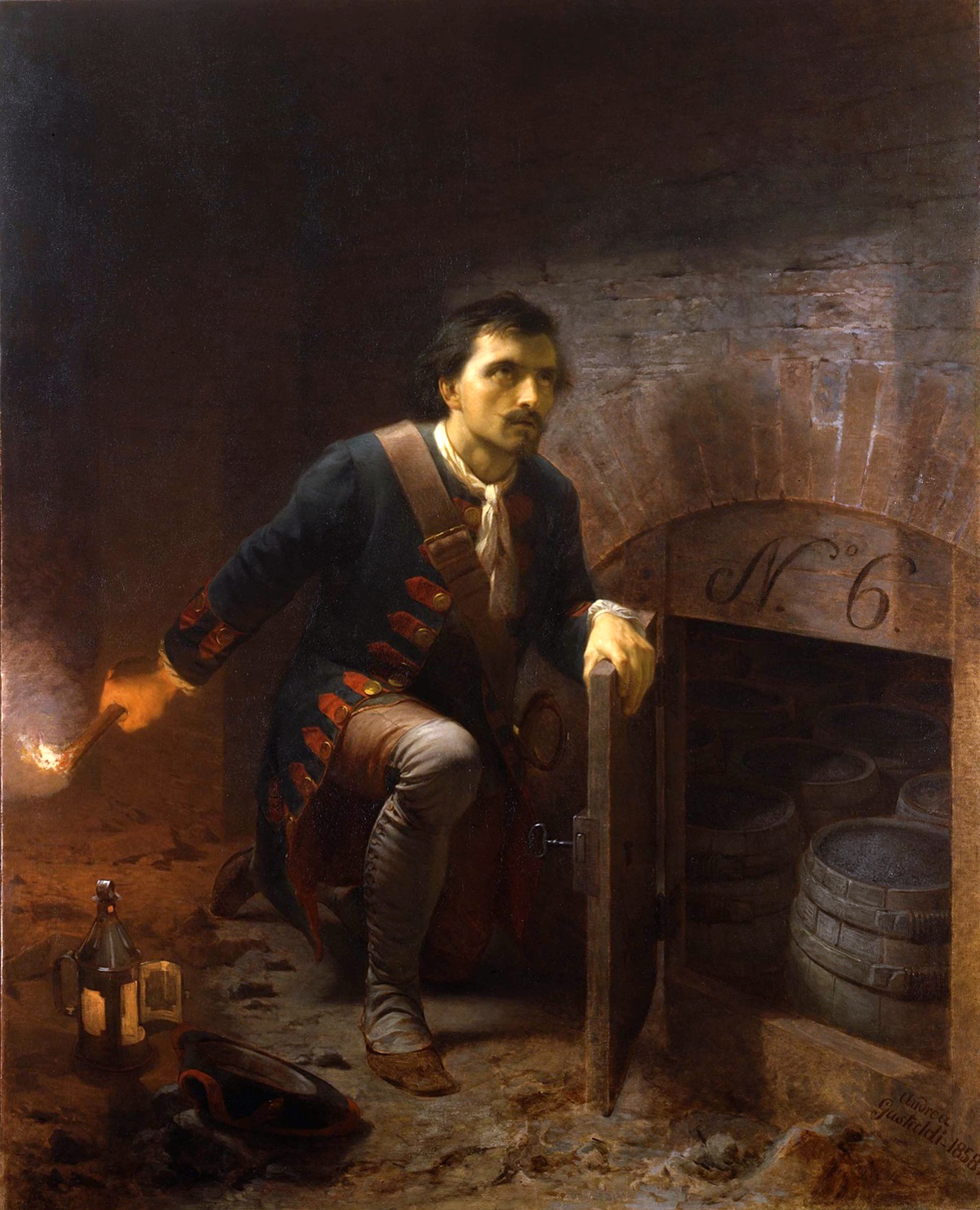
بيترو ميككا، أحد الجنود من عمال المناجم، في تلك الليلة كان في وردية مراقبة على درج هامة، والتي تربط بين الطابق الأول والثاني أسفل الأرض، أثناء ذلك شعر بالخطر صعد أعلى الباب ومعه 20 لغم ولكن صمام اللغم لا يعمل حمل اللغم بعيدا وحاول سحب فتيل اللغم والهرب ولكن لم يتمكن من الهرب فنفجر فيه اللغم ومات

بدأ حصار تورينو في 14 مايو عندما ٱحتشدت القوات الفرنسية-الإسبانية (التي تتألف من أكثر من أربعون ألف مقاتل) أمام القلعة؛ وفي تلك الوقت حدث كسوف للشمس، فخيم الظلام على ساحة المعركة الساعة 10.15، فلمعت المجموعة النجمية للثور. كانت الشمس بامتياز رمزاً للإمبراطور لويس الرابع عشر، وهذا الحدث أعطى دفعة كبرى في القلوب التورينين، حتى خال لهم أن النصر سهلاً. وقد ذكر الشاعر لاربا ديسكورداتا هذا الحدث السماوي ببعض الأبيات في قصيدة بلغة بيدمونتيه، كتبها في السنوات التي أعقبت الحصار. كان يفضل المارشال الفرنسي سيباستيان لابريستر دي فوبان، مصمم وخبير تقنيات الحصار، المهاجمة الجانبية للمدينة، لانه كان يعرف مدى خطور شبكة الانفاق التي أسفل المدينة وألتي تمثل عائق كبير في محاصرة المدينة. ولكن ديلا فيويلادي تجاهل هذا الأمر وأمر مجموعة من 48 مهندسا عسكريا بحفر خطوط العديد من الخنادق. لم يشارك المارشال ڤوبان بنفسه في حصار تورينو، ولكن كانت مهتم به جدا. وفي 1705 كُلف لويس الرابع عشر بوضع خطة للاستيلاء على المدينة، لأنه يعرف دفاعتها جيدا. في يوليه 1706 كان في دونكيرك، حيث أرسل خطاب في يوم 23 بعدم موافقتها على خطة فيويلادي في المحاصرة. وفيما يخص المدينة فكان يدعمها السكان الذين شاركوا جميعا في الحرب بالإضافة لشبكة الأنفاق والألغام التي يخشاها فوبان والتي كبدت العدو خسائر فادحة. وقد أستمرت المعركة طوال صيف عام 1706. قي 8 يونيه أرسل الدوق فيويلادي رسول إلى فيتوريو أماديوس، يعرض عليه الخروج بأمن بحريا من تورينو والهروب من القنابل. وأعطى الملك لويس أوامره بعدم قتل الملك العدو، لكن رفض الملك فيتوريو العرض ورفض تسليم بلاده ورد قائلا: «موطني هناك حيث تحتدم المعركة».
ومع ذلك، لم يكن الدوق ينوي البقاء في المدينة لفترة طويلة: في 17 يونيه رحل ڤيتوريو أماديوس الثاني عن تورينو بصحبته 4000 فرسان لشن سلسلة من الهجمات في بيدمونت السفلي، والتي كانت تهدف إلى تحويل أكبر عدد ممكن من القوات المعادية عن حصار العاصمة. ترك فيويلادي أمر عمليات الحصار تحت قيادة تشاماراندي، وإنطلق ومعه ما يقرب من عشرة آلاف رجل، مطاردا دوق سافوي الذي لجأ للوديان التي تحتلها في الولدانيين (نسبة إلى ولدينيسية)، حيث أراد أن يوقع العدو في فخ ويدخله في أرض معادية هو يعرفها جيدا، ولكن أضطر ديلا فيويلادي العودة إلى الميدان أمام تورينو في 20 يوليه. وبخروج دوق تورينو من المدينة أنتقلت قيادة القوات العسكرية إلى الطونت ڤيريكو داون. كانت عمليات الحصار لا تزال في تقدم مستمر مما اضطر المحاصرون لارتداء على ظهورهم علامات الهلال للنجدة والتي تحمي أحد مداخل القلعة. وفي الوقت نفسه تعرضت المدينة لقصف مدفعي قاسي ومستمر.
ونتيجة لحصار جميع طرق الإمدادات من الخارج، وبدأت المدينة في الحد من استخدام البارود وطالبت من مدفعية بيدمونت الحد من إطلاق النار لتجنب الإستهلاك الكثير.
وكان من بين الأهداف الرئيسية للفرنسيين هي اكتشاف أي مدخل أو نفق من أجل اختراق المدينة. لم تكن المهمة سهلة: وتمكنت بين 13 و 14 أغسطس من اكتشاف مدخل، وتمكنوا من التوغلوبعد خسائر فادحة وبدأت القوات الفرنسية في السيطرة، ولهذا لجأت بييمونتي إلى تفجير النفق، مما أدى إلى دفن الأعداء فيه.
شنت القوات الفرسية هجوما دمويا لمدة عشرة أيام على قوات الهلال الإغاثة، ب 38 فرقة. دافعت قوات بييمونتي دافعوا باستخدام مواد قابلة للاشتعال، وانته الهجوم بانتصار تورينو، مما اضطر العدو التراجع ولم يكن في الميدان إلا حولي 400 ضحية من سافوي
تظهر عند هذه النقطة القصة الشهيرة لبيترو ميككا، الذين ضحوا بحياتهم من أجل وقف الهجوم الفرنسي بعد آخر هجوم في الأنفاق تحت الأرض ويبدو أن الوضح ينذر بتدخل البييمونتي، لدرجة أن دوق أورليانز، قائد الجيش لويس الرابع عشر، قد وصل إلى تورينو، وطلب الإذن في الانتقام.

## موضوعات ذات الصلة
- حرب الخلافة الإسبانية
- الأمير يوجين من سافوي
- تاريخ إيطاليا
- فيتوريو أميديو الثاني
- معاهدة راستاتت]]
- معاهدة أوترخت